# キャッスルファンタジア〜聖魔大戦〜
『キャッスルファンタジア〜聖魔大戦〜』（キャッスルファンタジア せいまたいせん）は、1998年11月20日にStudio e.go!から発売された18禁シミュレーションRPGである。2000年12月22日にリメイク版である『キャッスルファンタジア〜聖魔大戦〜リニューアル』が発売され、その後でぼの巣箱の一部として収録されたほかダウンロード版が発売された。
2007年8月9日にGN Softwareより『キャッスルファンタジア アリハト戦記』（キャッスルファンタジア アリハトせんき）がPlayStation 2用ソフトとして発売、アリハト戦記(ノベルタイプADV)とともに収録された。このアリハト戦記は2014年9月19日にStudio e.go!よりPC移植版が発売されている。
また、Milkyによりアダルトアニメ化され、2003年に全3巻のOVAが発売された。

## 概要
Studio e.go!の中世ファンタジー世界を舞台としたシミュレーションゲームである。ゲームの流れとしては、大別して、ADV形式でストーリーを進めるストーリーパートと戦闘を行うSLGパートに分けられる。

### SLGパート
本作のメインとなるパート。スクウェアマップシミュレーションゲームで、味方キャラクターを指揮し敵軍を全滅させることが勝利条件である。戦闘に参加キャラクターユニットはシナリオによる固定となっている。ユニットの向きなどに因って敵に与えるダメージは変動する様になっており正面より背後のほうが効果的にダメージが与えられるようになっている。クリティカルヒットの様なランダム要素は皆無で、同一条件であれば必ず同じ結果が生じる。このような仕様により、先読みがしやすく、戦闘の結果を予想することができる。移動の順序はターン制ではなく素早さの順であるため、素早さの低いユニットは行動回数も少なくなるようになっている。

### リニューアル版
2000年12月22日発売。リメイク作の一つで以下の点が変更された。
- 対応OSがWindows 98/Meとなった。
- SLGにおける戦闘がターン制になった。
- 解像度が800x600に上がりCG及びキャラクターは全てデザインから新規描き下ろしとなった。
- ソミアのエンディングが追加され、それに伴いシナリオ、CGも追加・修正された。
- 戦闘中にたびたび発生する敵味方の掛け合いも音声も含め、全シナリオをフルボイス化。
- 二周目以降は設定により戦闘スキップが可能になっている。

さらにダウンロード版では対応OSがWindows XP/Vistaとなった。

## ストーリー
後に「聖魔大戦」と語られ　人と魔族の戦いとして伝説となった物語の真実。それは「光明神」の定める厳密な世襲制をもって統治するものと、その秩序から逃れようとするものの戦いであった。はじめは小さな地方反乱から始まった戦いは、拡大し戦火は200年に及んだ。そして、神聖歴158年。光明神の下に1人の英雄が現れた。物語は、そこから始まる。

## 登場キャラクター
ゲーム版の声優の担当は非公開となっている。

### インジェラ軍
ヒューイ＝エルザード
インジェラ軍の第七聖騎士（部隊隊長）。戦術・戦略の天才だが、普段は昼行灯で怠け者。そのため生真面目な軍人や権威・権力を笠に着る官僚に嫌われており、第七聖部隊は当初多くの人からお荷物扱いを受けていた。しかしボルボレード再攻略戦、エベルザードの夜戦において第七聖部隊を率い、その才で状況を的確に把握してインジェラを勝利に導き、その結果物語中盤を終えた頃には周囲からの評価も上昇した。部下を家族のように思っており、彼の部隊もその配属された部下の影響もあってかアットホームな雰囲気を持っている。インジェラ教義や戦争の意義に疑念を抱いているため、周囲の関係もあり大事にはなっていないが度々問題発言になりかねないことを仄めかしている。人の心理を読むのがうまく、色恋にも敏感なところを見せるが、自分自身に向けられる好意に関しては何故か鈍感。使用武器は長剣。SLGパートでは機動力が低く、攻撃力と体力が高い。必殺技は「天地咆哮龍鳴斬」。
アリア＝ガートランド
第七聖部隊の副官で結成時から参加している。しっかり者で、部隊ほぼ唯一の常識人のため、実質的に事務など運営に関わる仕事を一手に行っており、その仕事振りも優秀である。兵法書をよく読み、シナリオ終盤には場数を踏んだことも合わさって、ヒューイ以外の第七聖部隊で唯一「使える」との評価をジュディからも得ている。部隊が任務を真面目に取り組むよう仕向けているが、周囲の影響もありなかなか結果が出ていない。ハンナたちを怒鳴り散らす姿は、第七聖部隊のアットーホームな雰囲気も合わさり正に「お母さん」役となっている。ただし料理や掃除などの家事は壊滅的に苦手。SLGパートでは機動力が高く、攻撃力もそこそこ。必殺技は「神風鳳撃斬」。
ハンナ＝ハミルトン
第七聖部隊の結成時からの隊員。一応部隊では高級士官であるのだがティアやルナールとともに遊ぶことばかり考えているお子様で「じゃんか！」「だかんね！」など独特の台詞回しが特徴。ティアやルナールとともに3バカトリオの一人でヒューイが彼女を甘やかすため、部隊も任務に対して真面目な雰囲気には遠くなっている。自称デュシス様親衛隊でデュシスが結婚した際にはやけ食いした。料理は上手。SLGパートでは貴重な回復・援護魔法担当となっている。使用武器はピコピコハンマー。必殺技は「プリティーハンナアタック」。
ティア・シーレンス
左遷され、ゼベル守備の任についていた際中に配属された第七聖部隊隊員。天真爛漫で優しくて寂しがり、のほほんとした超天然娘で、一応高級士官なのだがハンナ・ルナールと合わせた3バカトリオの一人。動物が大好きな優しい女の子であり、じゃれあう相手もウサギ、ネコ、鹿、デボスズメと多岐にわたる。仲間たちを思いやり、彼らを守るためには、自ら盾となる強さも併せ持つ。釣りが得意。SLGパートでは機動力が低く、攻撃力が高い。使用武器は戟。必殺技は「はいぱーティアぼんばー」。
セシル＝フォーワード
ゼベル郊外の廃墟で孤児10人を養っていた辺境の魔女。第七聖部隊が孤児たちを保護してテルジアへ送った後、ゼベル基地に押し掛け入隊し、後に正式に軍人に登用された。高飛車な性格で「ですわ！」と語尾を上げ高笑いし、実直な物言いからアリアを怒らせてしまうシーンもあるが、実は重度の対人恐怖症でサングラスを外すと人格が豹変し大人しくなる。本質的に子供好きで、手芸や裁縫が得意。鮮やかな赤い髪の持ち主で、二本の触角のようなハネた髪から「辺境の魔女」以外にも「ザリガニ」「赤いゴキブリ」「ロブスター」と多彩なあだ名を持つ。SLGパートでは広範囲攻撃可能な攻撃魔法担当となっている。必殺技は「フォーエレメンタルアルマゲイト」。
ルナール＝セロン
山賊団の頭。自ら義賊として行動している。あからさまな罠でヒューイたちを捕らえ（むしろヒューイが戯れで引っかかった）牢屋に閉じ込めたが、その時の手違いでヒューイに裸を見られてしまったのをきっかけに無理矢理押し掛け女房となって第七聖部隊に加入する。関西弁を使い、ヒューイのことを「ヒューぽん」と呼ぶ。精神年齢が幼くハンナ・ティアと合わせ3バカトリオの一人。SLGパートでは機動力が高く、攻撃力と体力が低め。必殺技は「超必殺五色蝶」。
シルエラ＝プリスナー
第六聖騎士。ボルボレード要塞と対峙し第三聖部隊と共にそこに駐留する部隊を抑える役目を担うが、その際の戦略的及び戦術的失敗により、ボルボレード要塞守備軍に敗北し第六聖部隊も壊滅してしまったため、ヒューイの副官として第七聖部隊に配属される。士官学校時代から、ヒューイのことを想い続けてきており、彼のことを「ヒューイ様」と慕っている。アリアと並び第七聖部隊での常識人の一人だが、ヒューイに甘いため加入後も事務など運営に関わる仕事以外ではアリアの苦労はさほど変わっていない。ボルボレード要塞で敵に捕らえられたときには屈することなく矜持を保っていたおり、敗戦の責任から死ぬことを考えていたが、ルーシエラ軍の将ガヤックに諭されその考えを改める。SLGパートでの使用武器は長刀。必殺技は「神技燕返し」。
ソミア＝アルスタ
ゼベル基地の隊長。彼女の父が武勲により出世し、忍から士分に取り立てられた為、父の死後それを引き継ぎ隊長となっている。インジェラが厳格な世襲制の社会であったため武人の家系でない彼女と部隊は蔑まされ、自分たちの地位と生活を守るために、無理をして功績を挙げていった結果、「殺人狂」との汚名を受けることになる。部隊内では絶大な人望があり、部下からは代償不可能な忠義を尽くされている。半分以上の聖部隊が壊滅したため、ストーリー中盤で第八聖騎士に任命されるが、その後、軍務総裁タルギスタンから出自についてののしる発言をされ逆上してタルギスタンを暗殺する。紆余曲折を経て処刑されることとなり、これがヒューイの行動のひとつの転機となる。忍である為、諜報・謀略・破壊工作が得意。SLGパートでは機動力が高く、体力は低め。使用武器は苦無。必殺技は「月下深影乱風斬」。
デュシス＝エンブリオン
第一聖騎士。士官学校時代からヒューイのことを良く知るヒューイの友人。礼節をわきまえた武人であり武将としても優れていたため、第一聖騎士としてすべての聖部隊の統括を任されている。その態度、性格から中央執行部の官僚や政治家からの評判も良い。ヒューイの戦略・戦術的才能を認めており、彼を煙たがらない人間の一人。後に副官のキャラウェイと結婚する。
キャラウェイ＝ヴェルナーゼ
第一聖部隊の副官。特に戦術戦略面での才能に優れており、ボルボレード夜戦でデュシスの策の危うさに気がつく等その才能ではヒューイに引けを取らない場面も見せているが戦場での全体の把握能力などではヒューイやデュシスに及ばない面も見受けられる。第一聖部隊では軍師的な立場を取っている。

### ルーシエラ軍
ジュディ＝アンヌマリー
ルーシエラ軍の指揮官の一人。普段は漆黒の鎧に身を包んでいるため黒騎士とも呼ばれる。剣技は凄まじく、決して剣技に劣っているわけではないアリアが手も足も出ないほどである他、戦術家としても優秀である。SLGパートでは機動力はそこそこ、それ以外の能力も平均値以上であり、さらに、攻撃・回復魔法も使える万能キャラクター。必殺技は「天空剣・天魔覆滅」。

## スタッフ
- 原画 - 山本和枝

## 主題歌
オープニング「熱い鼓動感じて」
作曲 - ぴょんも / 作詞・歌 - CANDY
挿入歌「Castle Fantasia」
作曲 - ぴょんも / 作詞・歌 - CANDY

## アダルトアニメ
VHSとDVDで発売された。
- Castle Fantasia 聖魔大戦 [第一章] 2003年4月4日発売、DMLK-5248
- Castle Fantasia 聖魔大戦 [第二章] 2003年7月25日発売、DMLK-5352
- Castle Fantasia 聖魔大戦 [第三章] 2003年10月25日発売、DMLK-5432

キャスト
- ヒューイ - 後野祭
- ガヤック - 蝦押丈
- デュシス - 広野大地
- アリア - Ruru
- キャラウェイ - 夕城粧子
- ジュディ - 悠
- シルエラ - 深井晴花
- セシル - Yuki-Lin
- ハンナ - こむら奈々
- ナレーション - 恥女

スタッフ
- 原作 - Studio e.go!
- 脚本 - 渋谷裕二
- プロデューサー - 八神和彦、渡来猛人
- 絵コンテ - 矢越守[1]、国分寺草介[2・3]
- 演出 - 矢越守[1]、織田勘三郎[2・3]
- キャラクターデザイン - 石原恵
- 作画監督 - 淺沼昭弘[1]、照念燐[2・3]
- 色設定 - 宮本俊行
- 美術 - 東厚治
- 撮影 - デジタルギヤ
- 編集 - アムガ
- 音響 - T&M
- 楽曲提供 - ぴょんも
- 制作進行 - 古家仁司
- CVキャスティング協力 - 渡久地誠（Tプロジェクトスタジオ）
- 企画協力 - イメイジワークス
- アニメ制作 - スタジオジャム
- 製作 - ミュージアムピクチャーズ
- 発売 - ミュージアムピクチャーズ
- 販売 - 株式会社GPミュージアム